# Karabinek ASM-DT
ASM-DT – rosyjski karabinek automatyczny przeznaczony do strzelań podwodnych.

## Historia konstrukcji
Wprowadzenie w połowie lat 70. XX w. do uzbrojenia karabinka APS rozwiązało problem uzbrojenia płetwonurków pilnujących baz morskich, ale nadal nierozwiązany był problem uzbrojenia płetwonurków Specnazu. Potrzebowali oni broni zarówno do strzelań podwodnych (do walki z płetwonurkami chroniącymi cel) jak i na powierzchni. Tymczasem APS na powierzchni stawał się praktycznie bezużyteczny (zasięg ok. 100 m, w tym skuteczny ok. 50 m. i żywotność 180 strzałów).
Dlatego płetwonurków Specnazu uzbrajano w pistolet SPP-1 (broń do samoobrony pod wodą) i karabinek AK-74 (do walki na lądzie). Taki zestaw był przez komandosów uważany za mało zadowalający i dlatego nie ustawały żądania o skonstruowanie nowej broni, karabinka automatycznego równie skutecznego pod wodą (jak APS) jak i na powierzchni (jak AK-74).
Problemem były zupełnie inne właściwości powietrza i wody. Pociski optymalizowane do strzelania pod wodą musiały mieć wydłużony kształt i być wystrzeliwane z gładkich luf. W powietrzu takie pociski zaczynają koziołkować, przez co mają mały zasięg i kiepską celność. Pociski przystosowane do poruszania się w powietrzu pod wodą mają minimalny zasięg.
Rozwiązaniem było opracowanie broni strzelającej inną amunicją pod wodą, a inną na powierzchni. W 1991 roku taka broń powstałą w Instytucie Inżynieryjnym Artylerii w Tule. Konstruktor karabinka ASM-DT Jurij Daniłow stworzył broń przystosowaną do zasilania dwoma rodzajami nabojów:
- 5,45 × 39 mm MGTS przeznaczonym do strzelania pod wodą.
- 5,45 × 39 7N6 (standardowa amunicja rosyjska) do strzelań na powierzchni.

Pod wodą do karabinka podpina się magazynek o kształcie zbliżonym do magazynka karabinka APS. Naboje MGTS podobnie jak wcześniejsze radzieckie naboje przeznaczone dla broni podwodnych mają wydłużony kształt. Główną różnicą wobec naboju MPS (do karabinka APS) jest mniejszy kaliber i zastosowanie sabotu umożliwiającego wystrzelenie z gwintowanej lufy.
Po wyjściu na powierzchnie odłącza się magazynek z nabojami MGTS, a następnie zatrzask magazynka przesuwa się do przodu. Następnie powstały otwór w dnie komory zamkowej zamyka się pokrywką zawieszoną pod komorą zamkową. Do karabinka z tak przesuniętym zatrzaskiem magazynka można podłączyć standardowy magazynek AK-74 z nabojami 7N6.
W 2000 roku karabinek ASM-DT został przyjęty do uzbrojenia Sił Zbrojnych Federacji Rosyjskiej.

## Opis konstrukcji
Karabinek APS jest indywidualną bronią samoczynno-samopowtarzalną, umożliwiającą strzelanie pod wodą. Zasada działania oparta odprowadzanie gazów prochowych przez boczny otwór lufy. Pod wodą broń strzela nabojami MTGS, na powierzchni nabojami 5,45 × 39 mm 7N6. Lufa gwintowana. Przyrządy celownicze składają się z muszki i stałego celownika przerzutowego. Po lewej stronie komory zamkowej znajduje się standardowa szyna do mocowania celowników optycznych i optoelektronicznych. Kolba składana na bok broni. Do broni można dołączyć granatnik podwieszany np. GP-25, bagnet, tłumik dźwięku (UPMS lub PBS-4).